# Franco Colapinto
Pour les articles homonymes, voir Colapinto.
Franco Colapinto, né le 27 mai 2003 à Pilar, est un pilote automobile argentin.
Champion d'Espagne de Formule 4 en 2019 et vainqueur de plusieurs courses en European Le Mans Series, il intègre la Williams Racing Driver Academy en 2023.
Le 27 août 2024, il remplace Logan Sargeant chez Williams F1 Team pour la fin de la saison de Formule 1. Début 2025, il rejoint Alpine F1 Team en tant que pilote de réserve avant de remplacer Jack Doohan.

## Biographie

### De la Formule 4 à la Formule Régionale
Franco Colapinto commence le karting à l'âge de neuf ans et remporte de nombreuses compétitions nationales puis internationales, comme la compétition d'exhibition de karting aux Jeux olympiques de la jeunesse de 2018. Il reçoit le support de plusieurs pilotes hispanophones comme Esteban Guerrieri, Pedro de la Rosa et Fernando Alonso.
Il fait ses débuts en monoplace en 2018 avec Drivex pour la fin de saison du championnat d'Espagne de Formule 4 où il remporte sa première course. Il est managé par Bullet Sports Management, structure gérée par Nicolas Minassian et Jamie Campbell-Walter.
Malgré des tests concluants en Euroformula Open où il se montre aux avants-postes, il signe chez FA Drivex en Formule 4 espagnole pour 2019. Au terme d'une saison où il remporte plus de la moitié des courses, Colapinto est sacré champion d'Espagne de Formule 4. Durant cette année, il fait quelques piges en Euroformula Open et en Formula Renault Eurocup. Cependant, le niveau de son équipe dans ces championnats est bien moindre qu'en Formule 4 espagnole et Colapinto n'atteint qu'une fois le top 10 en six courses dans ces deux championnats.

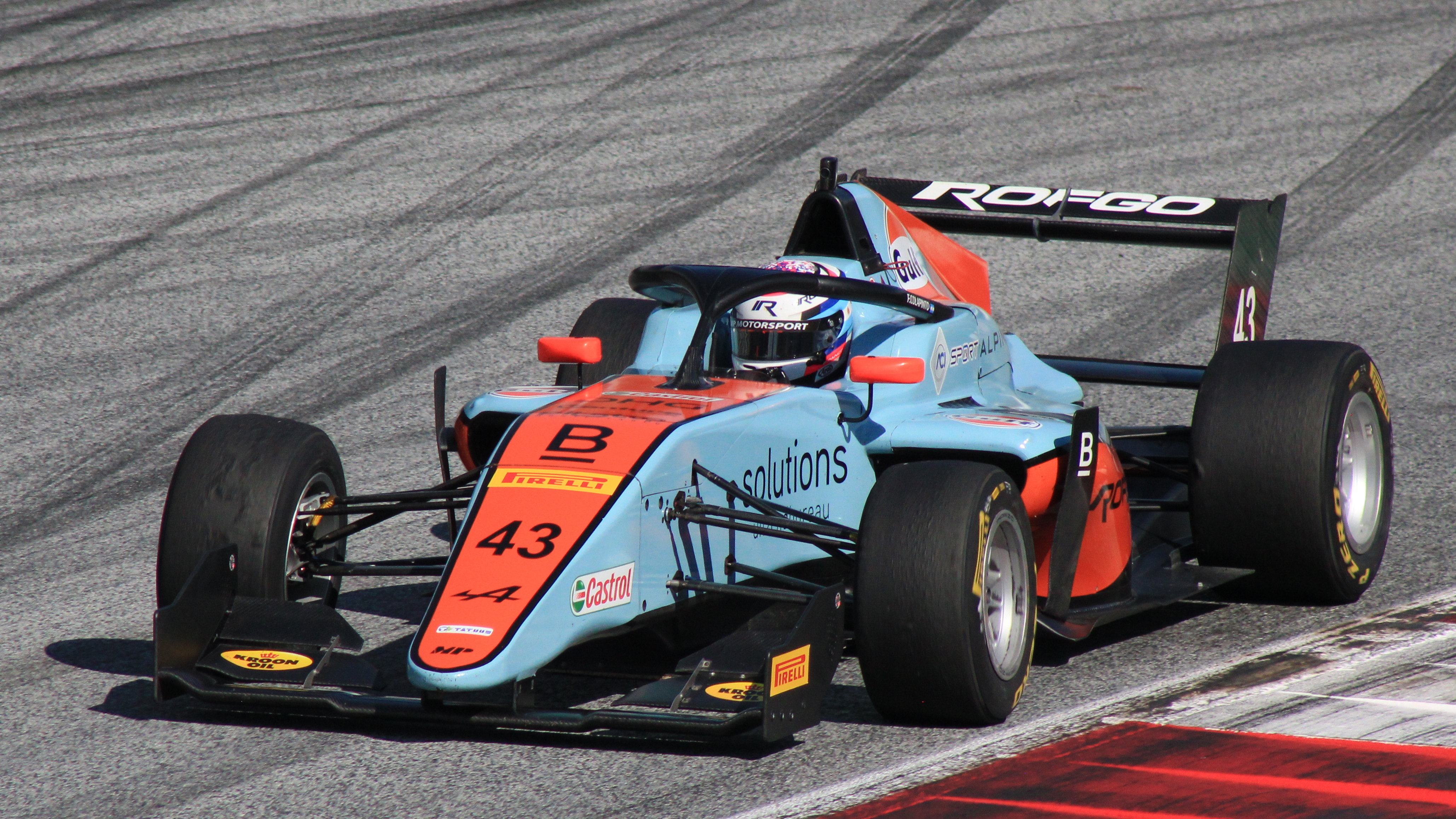
Franco Colapinto en Formule Régionale en 2021 à Spielberg

En 2020, il rejoint Kiwi Motorsport pour participer aux Toyota Racing Series, championnat hivernal de F3 régionale en Nouvelle-Zélande. Il remporte son unique victoire à Hampton Downs. Après six podiums dans les six dernières courses, Colapinto termine troisième du championnat, devant des pilotes plus expérimentés comme Yuki Tsunoda, Caio Collet ou Lirim Zendeli.
L'Argentin rejoint ensuite la Formula Renault Eurocup chez MP Motorsport, aux côtés d'Hadrien David et de Kas Haverkort ; il remporte deux victoires (Monza et Spa-Francorchamps) et monte à neuf reprises sur le podium, il se classe troisième du championnat avec 213,5 points. En 2021, il rejoint le championnat d'Europe de Formule Régionale, toujours avec MP Motorsport, où il fait de nouveau équipe avec Kas Haverkort, ainsi qu'avec Oliver Goethe. Avec deux victoires et quatre podiums, il termine sixième du championnat avec 140 points.

### Formule 3 FIA

#### 2022

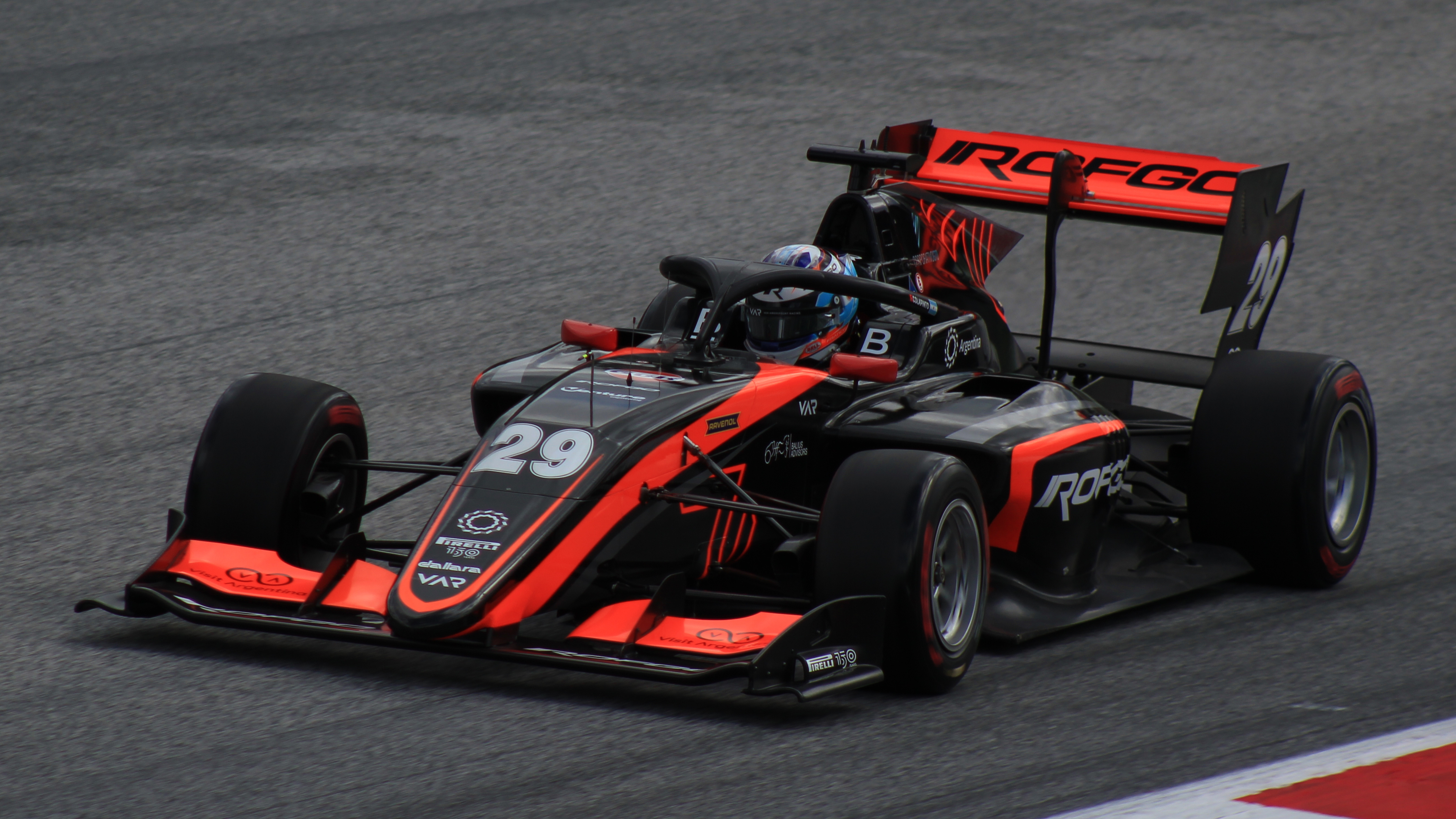
Franco Colapinto en Formule 3 FIA en 2022 à Spielberg

En octobre 2020, Colapinto participe à la première journée des essais d'après saison du Championnat de Formule 3 FIA,. Un an plus tard, il dispute le même exercice avec Van Amersfoort Racing. L'écurie annonce quelques jours plus tard sa titularisation aux côtés de Rafael Villagómez et de Reece Ushijima pour la saison 2022. Pour ses débuts et ceux de son écurie, il réalise la pole position des la première manche à Bahrein. Il remporte ensuite la course sprint à Imola. Tout au long de la saison, il obtient trois autres podiums et une seconde victoire en course sprint lors de la dernière manche disputée à Monza. Il se classe neuvième du championnat avec 76 points,.

#### 2023

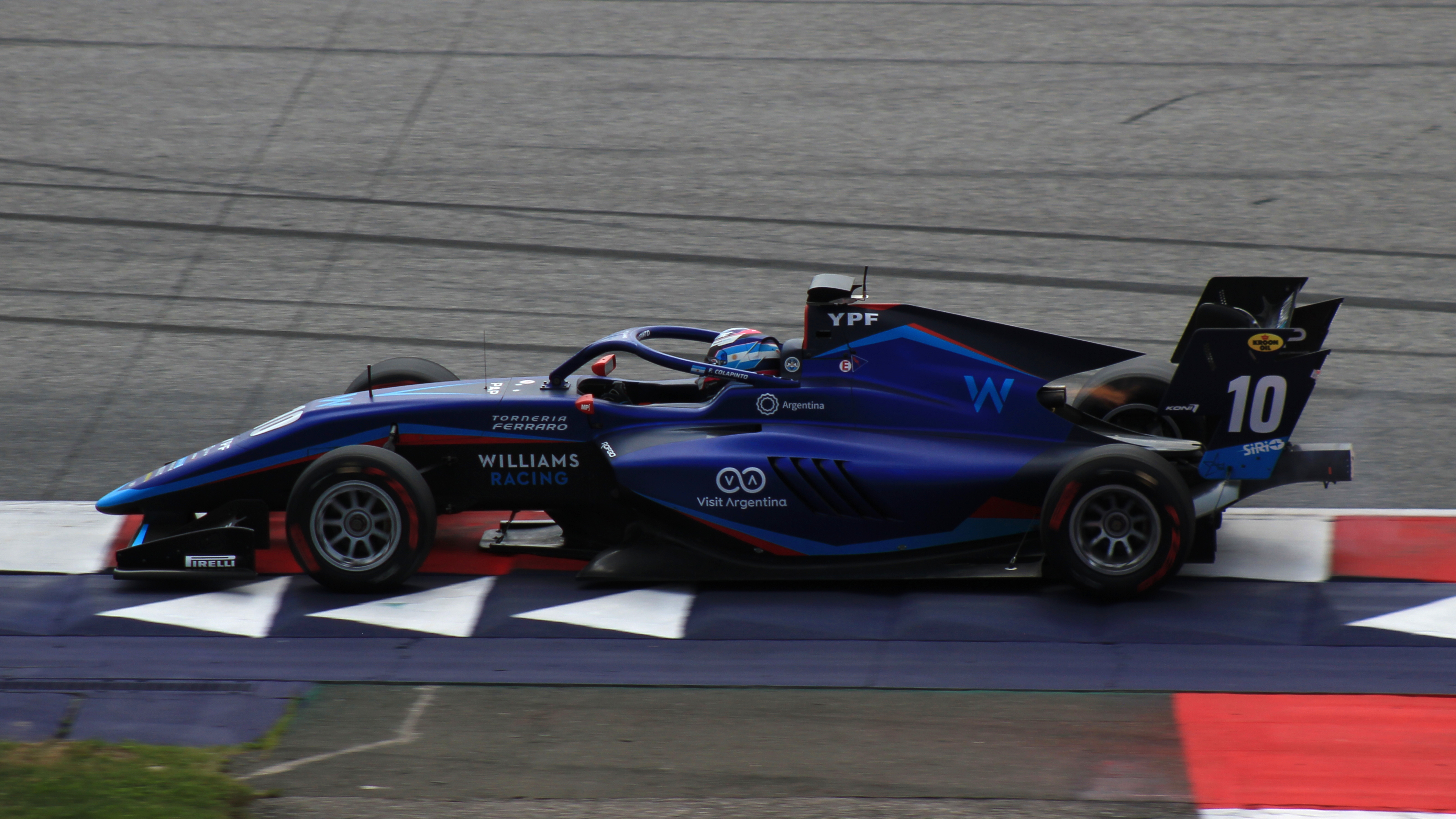
Franco Colapinto en Formule 3 FIA en 2023 à Spielberg

En septembre 2022, Colapinto dispute les essais d'après saison avec MP Motorsport. Le 9 janvier, l'écurie annonce sa titularisation pour la saison 2023. Le même jour, l'Argentin annonce qu'il rejoint la Williams Racing Driver Academy. Lors de la manche de Sakhir, il réalise le douzième temps des qualifications, ce qui lui vaut de partir en pole position pour la course sprint grâce à la grille inversée. Il termine deuxième de la course sprint derrière Pepe Martí ; il termine ensuite dixième de la course principale.
Qualifié septième à Melbourne, il remporte sa première victoire de la saison avant d'être disqualifié, comme ses coéquipiers Jonny Edgar et Mari Boya, les trois voitures de MP Motorsport ayant enfreint le règlement technique,. Le lendemain, il abandonne sur accident lors de la course principale et repart de Melbourne sans aucun point.
Par la suite, Colapinto marque des points lors de chaque weekend de course, hormis une treizième place du sprint du Red Bull Ring et un abandon lors de la course principale de Monza. Il remporte deux victoires (Silverstone et Monza), obtient deux podiums supplémentaires (Barcelone et Hungaroring) et se classe quatrième du championnat, avec 110 points.

### Formule 2

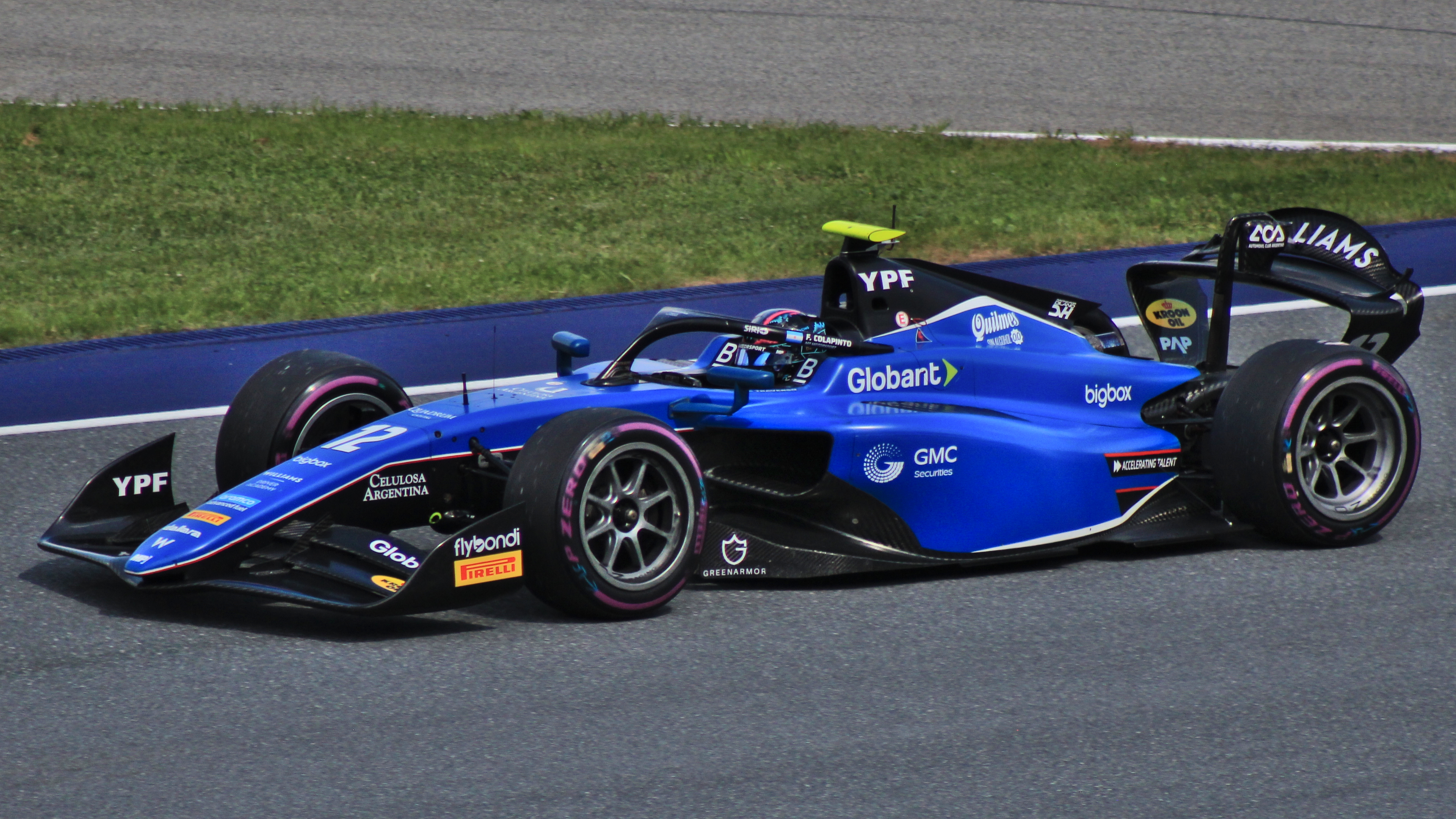
Franco Colapinto en Formule 2 en 2024 à Spielberg

En octobre 2023, Colapinto remplace Jehan Daruvala pour la dernière manche de la saison à Abou Dabi. Il termine dix-neuvième de la course sprint puis abandonne lors de la course principale, sur problème mécanique. 
L'écurie MP Motorsport annonce dans la foulée sa titularisation pour la saison 2024 aux côtés de Dennis Hauger. 
À Imola, il remporte sa première victoire lors de la course sprint en réalisant également le meilleur tour en course. Il obtient également deux deuxième places à Barcelone et au Red Bull Ring et termine neuvième du championnat avec 96 points.

### Formule 1
En 2024, à partir du Grand Prix d'Italie, Colapinto remplace Logan Sargeant pour le reste de la saison 2024 chez Williams F1 Team,. Il marque ses premiers points au Grand Prix d'Azerbaïdjan puis au Grand Prix des États-Unis et se classe dix-neuvième du championnat, avec cinq points. 
Le 9 janvier 2025, l'Argentin rejoint Alpine F1 Team en tant que pilote de réserve. Le 7 mai, Alpine annonce sa titularisation à partir du Grand Prix d'Émilie-Romagne, pour au moins cinq Grands Prix, en remplacement de Jack Doohan.

## Carrière

### Résultats en monoplace
| Saison | Championnat                        | Écurie                | Courses | Victoires | Pole positions | Meilleurs tours | Podiums | Points | Classement |
| ------ | ---------------------------------- | --------------------- | ------- | --------- | -------------- | --------------- | ------- | ------ | ---------- |
| 2018   | Championnat d'Espagne de Formule 4 | Drivex School         | 4       | 1         | 2              | 0               | 0       | 40     | 12e        |
| 2019   | Championnat d'Espagne de Formule 4 | Drivex School         | 21      | 11        | 14             | 9               | 10      | 325    | Champion   |
| 2019   | Euroformula Open                   | Drivex School         | 2       | 0         | 0              | 0               | 0       | 0      | 27e        |
| 2019   | Formula Renault Eurocup            | Drivex School         | 4       | 0         | 0              | 0               | 0       | 0†     | n.c        |
| 2020   | Toyota Racing Series               | Kiwi Motorsport       | 15      | 1         | 1              | 2               | 8       | 315    | 3e         |
| 2020   | Formula Renault Eurocup            | MP Motorsport         | 20      | 2         | 0              | 3               | 9       | 213,5  | 3e         |
| 2021   | Formule Régionale Europe           | MP Motorsport         | 16      | 2         | 3              | 4               | 4       | 140    | 6e         |
| 2022   | Formule 3 FIA                      | Van Amersfoort Racing | 18      | 2         | 1              | 0               | 5       | 76     | 9e         |
| 2023   | Formule 3 FIA                      | MP Motorsport         | 18      | 2         | 0              | 1               | 5       | 110    | 4e         |
| 2023   | Formule 2                          | MP Motorsport         | 2       | 0         | 0              | 0               | 0       | 0      | 25e        |
| 2024   | Formule 2                          | MP Motorsport         | 20      | 1         | 0              | 3               | 3       | 96     | 9e         |

† pilote invité, il est inéligible pour marquer des points.

### Résultats en championnat du monde de Formule 1
| Saison | Écurie             | Châssis       | Moteur                    | Pneus   | GP disputés | Pole positions | Victoires | Podiums | Meilleurs tours | Dans les points | Abandons | Points inscrits | Classement |
| ------ | ------------------ | ------------- | ------------------------- | ------- | ----------- | -------------- | --------- | ------- | --------------- | --------------- | -------- | --------------- | ---------- |
| 2024   | Williams Racing    | Williams FW46 | Mercedes V6 turbo hybride | Pirelli | 9           | 0              | 0         | 0       | 0               | 2               | 3        | 5               | 19e        |
| 2025   | BWT Alpine F1 Team | Alpine A525   | Renault V6 turbo hybride  | Pirelli | 7           | 0              | 0         | 0       | 0               | 0               | 0        | 0               | 21e        |
|        | Total              |               |                           |         | 16          | 0              | 0         | 0       | 0               | 2               | 3        | 5               |            |

| Saison        | Écurie             | Châssis       | Moteur                                      | Pneus | 1   | 2   | 3   | 4   | 5   | 6   | 7       | 8       | 9       | 10      | 11  | 12  | 13  | 14  | 15  | 16      | 17     | 18      | 19          | 20      | 21       | 22      | 23           | 24       | Points inscrits | Classement |
| ------------- | ------------------ | ------------- | ------------------------------------------- | ----- | --- | --- | --- | --- | --- | --- | ------- | ------- | ------- | ------- | --- | --- | --- | --- | --- | ------- | ------ | ------- | ----------- | ------- | -------- | ------- | ------------ | -------- | --------------- | ---------- |
| 2024          | Williams Racing    | Williams FW46 | Mercedes V6 turbo hybride M15 E Performance | P     | BAH | SAU | AUS | JAP | CHN | MIA | EMI     | MON     | CAN     | ESP     | AUT | GBR | HON | BEL | P-B | ITA 12e | AZE 8e | SIN 11e | USA 10e+12e | MEX 11e | BRE Abd. | LVE 14e | QAT Abd.+18e | ABU Abd. | 5               | 19e        |
| 2025          | BWT Alpine F1 Team | Alpine A525   | Renault V6 turbo hybride E-Tech RE25        | P     | AUS | CHN | JAP | BAH | ARA | MIA | EMI 16e | MON 13e | ESP 15e | CAN 13e | AUT | GBR | BEL | HON | P-B | ITA     | AZE    | SIN     | USA         | MEX     | SAO      | LVE     | QAT          | ABU      | 0               | 21e        |
| Légende : ici |                    |               |                                             |       |     |     |     |     |     |     |         |         |         |         |     |     |     |     |     |         |        |         |             |         |          |         |              |          |                 |            |